# Lateinische Epigraphik

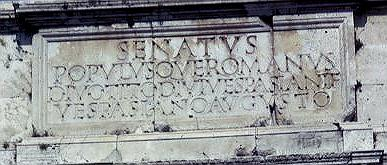
Inschrift auf dem Titusbogen in Rom

Die lateinische Epigraphik (aus altgriechisch ἐπιγράφειν epigráphein, deutsch ‚auf-, einschreiben‘) ist eine historische Hilfswissenschaft, die sich mit dem Studium, der Erstellung von Verzeichnissen und der Übersetzung von antiken lateinischen Inschriften befasst. Damit ist sie ein Teilbereich der Inschriftenforschung (Epigraphik). Gegenstand sind im Wesentlichen alle originären lateinischen Schriftzeugnisse aus römischer Zeit, die auf dauerhaftem Material überliefert sind. Allerdings zählen auch Inschriften auf nicht beständigen Materialien, etwa Wachstafeln (tabulae ceratae) oder mit Tinte beschriebene Holztäfelchen, dazu, während Münzinschriften und Dokumente auf Papyrus oder Pergament eigenen Disziplinen vorbehalten sind.

## Bedeutung, Geschichte und Publikation der Inschriften
Lateinische Inschriften sind für die allseitige Erforschung römischer Lebenswelt und Geschichte von unschätzbarem Quellenwert. Zu den bekanntesten Beispielen gehören der Tatenbericht des Kaisers Augustus (Res gestae divi Augusti), der von Theodor Mommsen als „Königin der lateinischen Inschriften“ bezeichnet wurde, die Rede des Kaisers Claudius im Senat im Jahre 48 auf einer Bronzetafel aus Lyon sowie die Grabrede eines Witwers aus augusteischer Zeit, die sogenannte Laudatio Turiae.
Der exakte Zeitraum der lateinischen Epigraphik in der römischen Welt lässt sich nur regional genauer und damit unterschiedlich fassen. Die zeitlich umfassendste Erstreckung reicht von den frühesten Zeugnissen aus der Römischen Königszeit bis zum Jahre 711 n. Chr., dem Datum der arabischen Eroberung Spaniens als dem westlichsten Teil des Römischen Reiches, das somit auch das Ende der genuin römischen Epigraphik markiert.
Inschriften auf Stein finden sich auf zahlreichen Gebäuden, mit einem erklärenden oder kommentierenden Titulus. Zudem finden sich Inschriften auf Sockeln von Statuen, auf Sarkophagen (Epitaphe), auf Stelen, auf Meilensteinen (Miliaria) oder auf Bronzetafeln mit Gesetzestexten, z. B. die Tabula Clesiana. Zur lateinischen Epigraphik gehört auch das Studium der römischen Namen, ihrer Abkürzungen und der Titulatur von Würdenträgern. Im Laufe der Jahrhunderte wurden zahlreiche Inschriften entdeckt. Sie werden in Sammlungen wie dem Corpus Inscriptionum Latinarum zusammengefasst, neue Funde werden jährlich in L’Année épigraphique verzeichnet. Durchsuchbar ist der Bestand der bisher bekannten lateinischen Inschriften durch Internet-Datenbanken wie die Epigraphik-Datenbank Clauss-Slaby oder die Epigraphische Datenbank Heidelberg, die beide Mitte der 1980er Jahre entstanden.

## Inschriftenklassen

### Instrumenta publica
Als Instrumenta publica gelten alle die staatliche Gemeinschaft regelnden Dokumente. Dies betrifft zunächst hoheitliche Rechtsanordnungen wie Gesetze (leges), Senatsbeschlüsse (senatus consulta) und Kaiserrecht (constitutiones), dann Militärdiplome und schließlich Patronatstafeln zur Bestätigung der Aufnahme einer Gemeinde, eines Municipium oder Familienverbandes in die Klientel eines Patrons.

### Kalender, Protokolle
Inschriften mit Angaben zum römischen Kalender, insbesondere zu den dies fasti und nefasti, dienten der römischen Gesellschaft zur Orientierung im staatlichen, religiösen und wirtschaftlichen Leben. In diesen Bereich gehören auch die acta fratrum arvalium, die Sitzungsprotokolle der Arval-Priesterschaft, deren Mitglieder aus den höchsten Kreisen Roms ernannt wurden. Ein Beispiel dafür ist das carmen Arvale, ein Kultgesang aus archaischer Zeit, der in den Akten der Arval-Priesterschaft aus dem Jahre 218 n. Chr. als antiquarische Abschrift bewahrt wurde, die damals schon nicht mehr verstanden wurde.

### Weihinschriften
Auf Weihinschriften (tituli sacri) werden seit der römischen Frühzeit Tempel, Statuen, Altäre, aber auch Gebrauchsgegenstände wie Waffen, Gefäße oder bloße Votivtäfelchen einer oder mehreren Gottheiten zugeeignet. Dazu gehören auch die sogenannten Fluchtafeln (defixionum tabellae). Dies sind in der Regel dünne, meist aufgerollte Bleitafeln, oft mit einem Nagel durchbohrt. Auf ihren Innenseiten finden sich Verfluchungen von Personen (Dieben, Nebenbuhlern), auch von Tieren (Pferde beim Wagenrennen), oft verbunden mit kryptischen, magischen Zeichen. Die Texte sind anonym abgefasst, meist vergraben bewahrt und im Gegensatz zu Inschriften im Allgemeinen an keine „Öffentlichkeit“ gerichtet. Adressaten, wenn überhaupt genannt, sind vielmehr chthonische Götter wie Hekate oder die Götter der Unterwelt insgesamt.

### Ehreninschriften
Ehreninschriften (tituli honorarii) veröffentlichen Namen, Ämter und Ehrungen einer verstorbenen Persönlichkeit.

### Bauinschriften

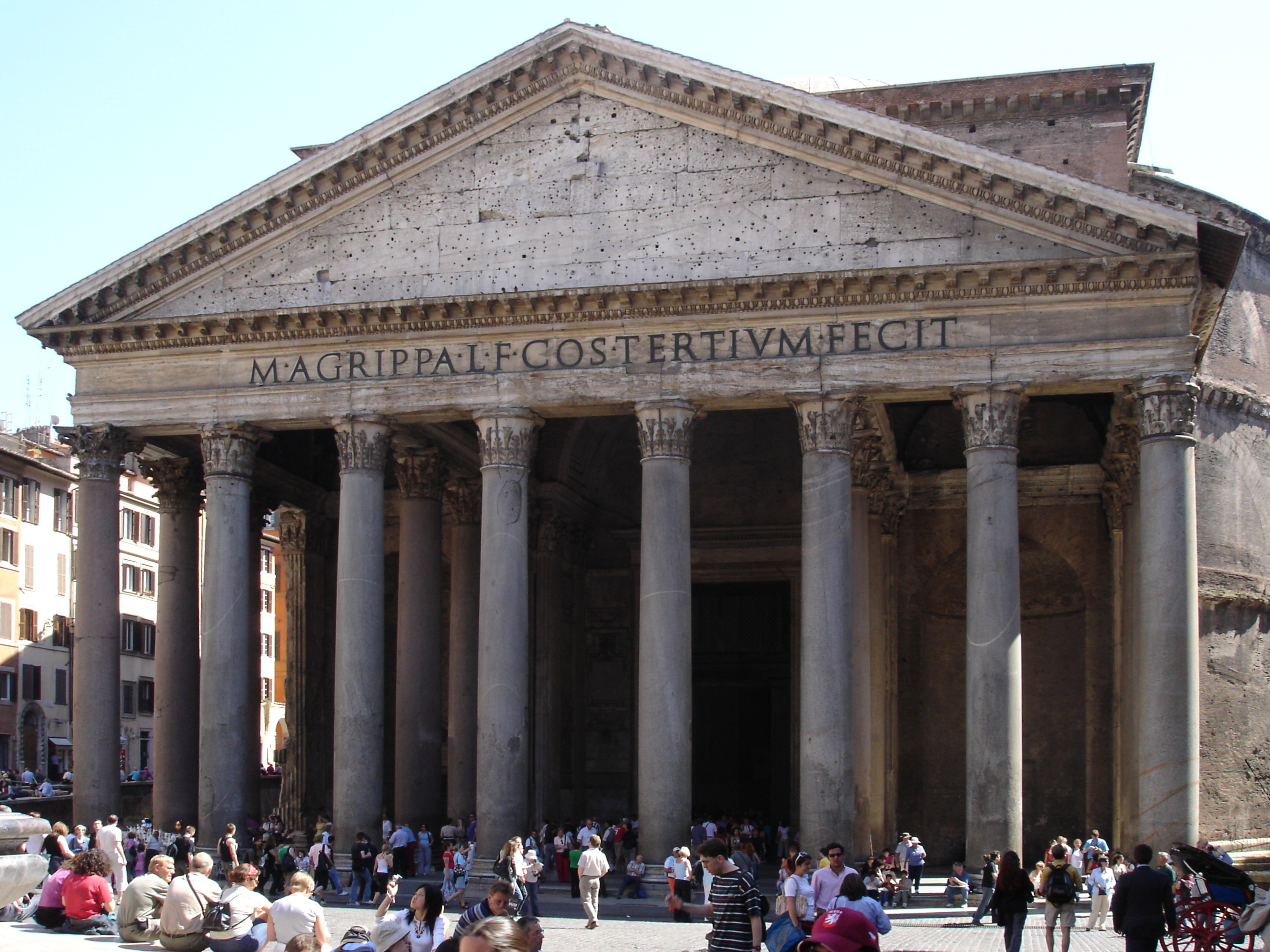
Pantheon (Rom)

Die Bauinschriften zeichnen sich durch große Vielfalt aus. Dazu gehören zunächst die Inschriften auf öffentlichen und privaten Bauen (tituli operis publici et privati). Bekanntestes Beispiel für die Inschrift auf einem antiken Gebäude ist wohl jene vom Architrav des Pantheons in Rom:
M(arcus) Agrippa L(uci) f(ilius) co(n)s(ul) tertium fecit
Übersetzung:
Marcus Agrippa, Sohn des Lucius, Konsul zum dritten Male, hat (es) bauen lassen.
Weitere Beispiele für Bauinschriften sind aber auch Meilensteine (Miliaria). Sie markierten an den viae publicae, den römischen Reichsstraßen, die Entfernung vom Ausgangspunkt einer Wegstrecke. Ferner werden auch die Grenzsteine der Stadt Rom (Termini) dazu gezählt.

### Grabinschriften
Grabinschriften (tituli sepulcrales) finden sich auf Aschenkisten und Urnen größerer Grabbauten, auf Kolumbarien, am häufigsten jedoch auf Stelen, sowohl an den Gräberstraßen Roms als auch in den Grabstätten provinzialer Städte oder auf den Friedhöfen der Kastelle längs des Limes. Dabei werden oft diverse Arten von Abkürzungen verwendet:
- Siglum – Abkürzungszeichen, bestehend aus einem Buchstaben wie L(ucius);
- Nota – Teile eines Wortes, wie aed(ilis), l(e)g(io), co(n)s(ul),
- oder Nummern: DDD NNNN; d(omini) n(ostri)(quattuor).

#### Beispiel einer Grabinschrift
Erhalten hat sich die Inschrift auf dem Grabstein des Marcus Valerius Celerinus, den man in Köln gefunden hat und heute dort im Römisch-Germanischen Museum besichtigen kann. Auf der Inschrift ist folgender Text zu lesen:
M VAL CELERINVS

PAPIRIA ASTIGI

CIVES AGRIPPINE

VET LEG X G P F

VIVOS FECIT SIBI

ET MARCIAE PRO

CVL VXORI
Löst man die Abkürzungen der Inschrift auf, so erhält man folgenden Text. Zur besseren Übersicht wurden die Ergänzungen und die beiden Korrekturen bei CIVES und VIVOS kursiv und mit kleinen Buchstaben hinzugesetzt:
Marcus VALerius CELERINVS

PAPIRIA ASTIGI

CIViS AGRIPPINEnsis

VETeranus LEGionis X Geminae Piae Fidelis

VIVuS FECIT SIBI

ET MARCIAE PRO

CVLae VXORI
Übersetzung:
Marcus Valerius Celerinus aus dem Bezirk (der tribus) Papiria, aus dem Dorf Astigis, kölnischer Bürger, Veteran der zehnten Legion, der pflichtbewussten, treuen Zwillingslegion, fertigte [diesen Stein] zu Lebzeiten für sich und Marcia Procula, seine Frau.

### Dipinti, Graffiti und Kleininschriften
Schließlich sind jene Zeugnisse anzuführen, die von vornherein nicht für die Ewigkeit bestimmt waren, sondern dem Zufall der Überlieferung zu verdanken sind und uns so einen Einblick in den antiken Alltag gewähren. Dazu gehören Dipinti (tituli picti, oft in Form von Wahlaufrufen) und Graffiti (tituli scarifati), von denen die meisten in Pompeji, Herculaneum und Stabiae entdeckt wurden – der Städte, die im Jahre 79 n. Chr. im Aschenregen des Vesuv untergegangen waren.
Eine letzte Kategorie, zahlreich und vielfältig wie keine andere, wird als Kleininschriften (instrumentum domesticum) zusammengefasst und findet sich auf Gegenständen des täglichen Gebrauchs gestempelt, eingeritzt oder aufgemalt.

## Übliche Abkürzungen (Auswahl)
- A= annus Jahr; asses Asse
- AN [XXXII semissis]= annorum [Triginta duorum semissis] im Alter von [32,5] Jahren
- AVG= Augustus; Augur
- B R P N= bono rei publicae natus zum Wohle des Staates geboren
- B T O Q= bene tua ossa quiescant mögen deine Knochen in Frieden ruhen
- B VIX= bene vixit hat gut gelebt
- CAES= Caesar
- COS(S)= Consule (Consulibus) im Jahre des Konsulats des … (und…)
- C V= clarissimus vir hochangesehener Mann
- DM= Dis Manibus den Göttern der Unterwelt (geweiht)
- F= Filius Sohn; Fastus; fecit, fecerunt Er/sie ließ(en) anfertigen
- H S E= Hic situs est Er liegt hier (begraben)
- ID= Idibus An den Iden (am 13./15.)
- I S= infra scriptus untenstehend
- I O M= Iovi Optimo Maximo dem besten und größten Jupiter
- KAL [IVL]= Kalendis [Iuliis] am 1. Juli
- L= Libertus Freigelassener (oder römischer Name Lucius)
- LEG [X]= Legionis [Decimae] der [zehnten] Legion
- MIL= Miles Soldat
- NON= Nonis An den Nonen (am 5./7.)
- Q= Quästor
- PRO(COS)= proconsul / pro consule Prokonsul/für den Konsul
- S C= Senatus consultum Senatsbeschluss
- STIP [XXV]= stipendiorum [Viginta quinque] Nach [25] Kriegsjahren
- VET= Veteranus Veteran (pensionierter Soldat)
- V IL= Vir illustris hervorragender Mann
- V S [L] L M= Votum solvit [laetus] libens merito er/sie löste das Gelübde [froh,] gern und nach Gebühr ein

## Namen (Häufige Abkürzungen)
Die gebräuchlichsten männlichen Vornamen:
- A(ulus)
- C(aius)
- CN(aeus)
- D(ecimus)
- K(aeso)
- L(ucius)
- M’(anius)
- M(arcus)
- P(ublius)
- Q(uintus)
- S(purius)
- SER(vius)
- SEX(tus)
- T(itus)
- TIB(erius), auch TI abgekürzt[16]

## Beispiel eines epigraphischen Textes
Inschrift auf dem Septimius-Severus-Bogen in Rom, 203 n. Chr.
Imp(eratori) Caes(ari) Lucio Septimio M(arci) fil(io) Severo Pio Pertinaci Aug(usto) patri patriae Parthico Arabico et | Parthico Adiabenico pontific(i) maximo tribvnic(ia) potest(ate) XI imp(eratori) XI, co(n)s(uli) III proco(n)s(uli) et | imp(eratori) Caes(ari) M(arco) Aurelio L(ucii) fil(io) Antonino Aug(usto) Pio Felici tribvnic(ia) potest(ate) VI co(n)s(uli) proco(n)s(uli) [ p(atri) p(atriae) | optimis fortissimisqve principibvs ] | ob rem pvblicam restitvtam imperivmque popvli Romani propagatvm | insignibvs virtvtibus eorvm domi forisqve S(enatus) P(opulus)Q(ue) R(omanus).
Anmerkung:  |  Zeilenwechsel. [ ] Ausgemeißelter und später überschriebener Teil. Quelle: CIL VI, 1033 = ILS 425
Übersetzung:
Dem Imperator Caesar Septimius Severus, dem Sohn des Marcus, dem Pius, Pertinax, Augustus, Vater des Vaterlandes, dem Besieger der Parther, der Araber und des parthischen Adiabene, dem Pontifex maximus, der zum elften Mal Träger der Macht eines Tribuns, zum elften Mal zum Imperator ernannt, zum dritten Mal Konsul und Prokonsul ist; und dem Imperator Caesar Marcus Aurelianus Antoninus, Sohn des Lucius, dem Augustus, Pius, Felix, der zum sechsten Mal die Macht eines Tribunen hat, dem Konsul, Prokonsul, Vater des Vaterlandes; den besten und stärksten principes, für die Rettung des Staates und die Erweiterung des Herrschaftsbereichs des römischen Volkes und für ihre außerordentlichen Leistungen in der Heimat und in der Fremde. Der Senat und das Volk von Rom.